# 魏森霍恩
魏森霍恩（德語：Weißenhorn，發音：[ˈvaɪsn̩ˌhɔʁn] ⓘ）是德国巴伐利亚州施瓦本行政区新乌尔姆县的城市，面积53.72平方千米，2023年12月31日人口为14,088人。